# カル・ハバード
ロバート・カルヴィン・ハバード（Robert Calvin Hubbard、1900年10月31日 - 1977年10月17日）は、アメリカ合衆国ミズーリ州キーテスビル出身の元アメリカンフットボール選手、メジャーリーグの審判員。1963年にプロフットボール殿堂、1976年にアメリカ野球殿堂に名を連ねている。現在、両方の殿堂表彰を受けた唯一の人物である。

## 経歴・人物

### フットボール選手時代
1922年から1924年の間、ルイジアナ州のルイジアナセンテナリー大学のフットボール選手をしていた。6フィート4インチで250ポンドの大柄な体格ながら動きの機敏なラインバッカーとして活躍、当時有名なコーチだったボー・マクミリンが1926年にピッツバーグのジェネバ・カレッジに移った際、ハバードは彼の後を追って転学をしている。1962年に大学フットボールの殿堂入りを果たしている。
1927年にNFLのニューヨーク・ジャイアンツに入団、2年在籍後1929年から1933年までグリーンベイ・パッカーズに所属し、チームは1929年～1931年の3年連続でNFLチャンピオンとなっている。1933年で一度現役を退いたが、1935年に復帰、翌1936年まで選手を続けた。

### MLB審判として
ハバードはフットボール選手を務める傍らで、シーズンオフにはマイナーリーグの審判をつとめていた。1936年にメジャーリーグに昇格、1951年までアメリカンリーグの審判員として活動する。審判員としての彼の大きな功績は、それまでのフットボールのノウハウを生かして、試合の状況に応じた各審判員の位置取りを体系化したことである。それまで判定の位置取りは個々の審判員の経験に任されることが多く、またプレーの場所によって球審や各塁審の判定のどちらに責任があるのかなど不明確なケースがあったという。ハバードの在籍期間中だった1952年に、試合の審判員が3人体制から4人体制に変更された際にこの考え方が適用され、現在の審判員の試合中の位置取りに関する基礎となっている。
1951年、ハバードは猟銃の事故で右目を負傷して審判職を退くことになったが、その後1954年からリーグ審判員の統括責任者となり、1969年まで在職していた。1976年にアメリカ野球殿堂入り。翌年癌のためフロリダ州セントピータースバーグで死去。

## フットボール選手歴

### 所属球団
- ポジション：オフェンシブタックル
- ニューヨーク・ジャイアンツ（1927, 1928, 1936年）
- グリーンベイ・パッカーズ（1929～1933, 1935年）
- ピッツバーグ・パイレーツ（1936年）

### 年度別成績

#### レギュラーシーズン
| 年度     | チーム   | 背 番 号 | 試合 | 試合 |
| 年度     | チーム   | 背 番 号 | 出場 | 先発 |
| -------- | -------- | -------- | ---- | ---- |
| 1927     | NY       | 41       | 10   | 10   |
| 1928     | NY       | 41       | 13   | 13   |
| 1929     | GB       | 39       | 12   | 10   |
| 1930     | GB       | 40       | 14   | 13   |
| 1931     | GB       | 38       | 12   | 4    |
| 1932     | GB       | 40       | 13   | 11   |
| 1933     | GB       | 27       | 13   | 8    |
| 1935     | GB       | 51       | 11   | 7    |
| 1936     | NY       | 60       | 6    | 1    |
| 1936     | PIT      | 35       | 1    | 0    |
| '36計    | PIT      | 35       | 7    | 1    |
| NFL：9年 | NFL：9年 | NFL：9年 | 105  | 77   |

- 1936年度シーズン終了時
- 太字は自身最高記録

### 記録・表彰等
- NFLオールディケード・チーム（1920年代）選出
- カレッジフットボール殿堂入り（1962年）
- プロフットボール殿堂入り（1963年）

## 審判歴
在籍：アメリカンリーグ（1936年～1951年）
- 出場試合数：
  - レギュラーシーズン：2470試合
  - ワールドシリーズ：21試合
  - オールスターゲーム：3試合（1939年, 1944年, 1949年）

## 在職中の出来事
- 1939年9月3日のレッドソックス対ヤンキース戦でのこと。当時は日曜夜の外出禁止令が出ていたこともあり、8回で7-5とリードしていたレッドソックスは、試合を早く進めようとするヤンキースに対して試合を遅らせる行為に出た。ヤンキースの二人の打者を続けて敬遠すると、フェンウェイ・パークのファンは試合進行を遅らせる手助けとして、場内のクッションやゴミをフィールドに投げ込み始めた。ハバードはこの試合を没収試合と宣告したが、当時のア・リーグ会長のウィル・ハリッジが後にこの裁定を覆して両チームの監督に罰金を課し、試合を再開するように命じた。

- 1947年7月27日のレッドソックス対ブラウンズの試合で、レッドソックスのジェイク・ジョーンズが放った三塁線のファウルの打球がフェアグラウンドに戻ってきそうになるところを、ブラウンズの投手フレッド・サンフォードがグローブを投げつけてこれを妨げた。ハバードは当時の規則に従ってジョーンズに三塁打を与え、試合はこれが元で4-3でレッドソックスの逆転勝ちとなった。グローブを打球に投げた時に三塁が与えられるこのルールは、その後1954年に、フェアグラウンドのボールのみに適用するようルールが改正された。

- 1961年11月26日のメジャーリーグ規則委員会でスピットボールの合法化の議題が出た際、規則委員会は8対1の投票でこれを否決したが、賛成の1票を投じたのがカル・ハバードだったという。